# Hans Henning Jordan
Hans Henning Jordan (* 16. März 1905 in Braunschweig; † 5. Januar 1979 in Markneukirchen) war ein deutscher Gamben-, Gitarren- und insbesondere Lautenbauer in Markneukirchen/Vogtland.

## Leben
Seine Ausbildung zum Gamben- und Lautenbauer machte er bei Alfred Steinel (Markneukirchen) und bei Peter Harlan. Seit 1932 war er in Markneukirchen selbständig tätig, die Meisterprüfung legte er 1939 ab. Eine Zeit lang hat Jordan für Harlan gearbeitet, beide spielten eine wichtige Rolle in der Wiederentdeckung und in der Renaissance der Laute in den deutschsprachigen Ländern. Von 1949 bis 1954 war er nebenberuflich auch Leiter des Musikinstrumenten-Museums in Markneukirchen.